# Польша на «Евровидении-2014»
Польша принимает участие в конкурсе песни «Евровидение 2014» в Копенгагене, Дания. Представитель был выбран путём внутреннего отбора, организованным польским национальным вещателем «TVP».

## Возвращение на конкурс
5 декабря 2013 года «TVP» официально подтвердил, что Польша вернулась и будет участвовать на конкурсе песни «Евровидение 2014» после двухлетнего перерыва. Их возвращение на конкурс было мотивировано сокращением стоимости участия от Европейского вещательного союза. «TVP» отказалась от Евровидения в 2012 году, заявив что вещатель будет уделять особое внимание проходившему Чемпионату Европы по футболу 2012 года (который Польша, организовала совместно с Украиной) а также Летним Олимпийским играм 2012. На конкурс 2013 года «TVP», а также совет директоров решили не возвращаться  с указанием причины на нехватку времени к конкурсу и присутствии голосования среди соседних стран.

## Внутренний отбор
«TVP» выбрала представителя от Польши на «Евровидение 2014» путём внутреннего отбора. Песня представителя была выбрана в конце февраля 2014 года. 25 февраля 2014 года «TVP» объявил, что Донатан и Клео были официально выбраны чтобы представить Польшу на конкурсе песни «Евровидение 2014».

## На Евровидении
Представитель Польши на конкурсе будет выступать в первой половине второго полуфинала, который пройдет 8 мая 2014 года в Копенгагене.